# Bitwa pod Hurbami
Bitwa pod Hurbami – bitwa stoczona pomiędzy wojskami NKWD a oddziałami Ukraińskiej Powstańczej Armii w dniach od 21–25 kwietnia 1944 roku, w rejonie uroczyska Hurby na południu rejonu zdołbunowskiego.
Po zamachu na generała Nikołaja Watutina w dniu 29 lutego 1944, władze radzieckie wydały rozkaz zniszczenia zgrupowania oddziałów UPA w rejonie lasów hurbiwskich.
W rejonie tym wielkie zgrupowanie UPA (część Grupy UPA–Piwnicz, w tym kurenie „Storczana”, „Mamaja”, „Dyka”, „Doksa”, „Dowbenki”, „Buwałoho”, „Andrija-Szuma”, „Zalizniaka”, jak również oddziały SKW z sąsiednich wsi), liczące ponad 5 tysięcy partyzantów, zostały otoczone 20 kwietnia 1944 przez siły NKWD i Armii Czerwonej (w tym 18 Brygadę Strzelecką NKWD), liczące ponad 30 tysięcy żołnierzy, ze wsparciem lotnictwa i kilkunastu lekkich czołgów.
Oddziały UPA 21 kwietnia okopały się, budując dwie linie obrony. 23 kwietnia rozpoczęły się ataki wojsk NKWD, wszystkie jednak zostały odparte. 24 kwietnia rozpoczął się decydujący atak, w wyniku którego stronie radzieckiej udało się w kilku miejscach przerwać pierwszą linię obrony. W związku z tym dowództwo UPA podjęło decyzję o przebiciu się z okrążenia. 25 kwietnia rano, oddziały UPA rozpoczęły natarcie w trzech grupach, w rejonie wsi Buszcza. Udało im się przerwać okrążenie.
Straty UPA według strony radzieckiej wyniosły 2018 zabitych, wzięto do niewoli 1570 żołnierzy. Własne straty ocenia UPA oceniała na 80 zabitych, do 200 rannych, 120 wziętych do niewoli, około 2000 ofiar wśród ludności cywilnej. Straty wojsk NKWD według UPA wyniosły 900–2000 zabitych, 300–900 rannych, 5 zniszczonych czołgów. Sowieci własne straty oceniali na 11 zabitych i 46 rannych.
Skutkiem tej bitwy było podzielenie dużych zgrupowań UPA na mniejsze oddziały (do 2–3 sotni), które otrzymały rozkazy przeczekania przejścia frontu w Karpatach Wschodnich, albo dużych kompleksach leśnych Polesia.

## Literatura
- Юрій Киричук: "Історія УПА", Тернопіль 1991.
- Петро Мірчук: "Українська Повстанська Армія 1942—1952".
- Анатолій Кентій: "Збройний чин українських націоналістів. Том 1", Київ 2005.